# Геолошка карта
Геолошка карта је графички приказ геолошке грађе неког терена на топографској или некој другој основи. Процес њене израде, од прикупљања података ранијих истраживања, анализе постојеће документације, теренског рада, анализе прикупљених података, израде геолошке карте, профила и пратеће техничке документације назива се геолошко картирање. За приказ геологије терена користе се ознаке (геолошких јединица, места где су пронађени фосилни остаци и др.), линије (раседи, геолошке границе) и полигони (геолошке јединице).
Лист геолошке карте садржи: карту, легенду картираних јединица, легенду стандардних ознака, геолошки стуб и геолошки профил (пресек терена).
Ову врсту карата израђују геолози.

## Подела геолошких карата
Подела је извршена на основу размере и према садржају карти. Према размери постоје: крупне (веће од 1:25000), средње (од 1:25000 до 1:100000 ) и мале размере (размере мање од 1:100000).
Према садржају, геолошке карте се деле на:
- Опште - обухватају карте које садрже састав, старост и склоп, и
- Специјалне геолошке карте - поред општих геолошких података приказују и елементе релевантне за неку геолошку дисциплину (инжењерскогеолошка карта, хидрогеолошка, тектонска, структурна, фацијална, геофизичка итд).